# فرهنگستان اسپرانتو
فرهنگستان اسپرانتو (به اسپرانتو: Akademio de Esperanto)، متشکل از جمعی از زبان‌شناسان می‌باشد که با رسالت حفظ صحیح اصول زبانشناختی زبان اسپرانتو و به روز کردن آن، گرد هم آمده‌اند. ایدهٔ اولیه تشکیل چنین نهادی، تحت عنوان کمیتهٔ زبان (به اسپرانتو: Lingva Komitato)، توسط خالق زبان اسپرانتو، دکتر لودویک زامنهوف و به تأسی از فرهنگستان فرانسه، در نخستین کنگره جهانی اسپرانتو مطرح شد.